# 마산고등학교
마산고등학교(馬山高等學校)는 대한민국 경상남도 창원시 마산합포구 완월동에 있는 공립 고등학교이다.

## 학교 연혁
- 1936년 3월 16일 : 마산공립중학교 설립인가(5년제 10학급)
- 1936년 4월 11일 : 개교
- 1950년 3월 15일 : 고등학교령에 의거 수업연한 3년제로 개편
- 1951년 9월 1일 : 학제 변경에 따라 마산중학교와 분리(15학급 인가)
- 1974년 12월 31일 : 마산고등학교부설방송통신고등학교 설치 인가
- 1994년 9월 10일 : 강당 겸 체육관 개축 준공(연건평 718평)
- 2002년 7월 18일 : 본관 개축 준공 (2,954평)
- 2004년 4월 8일 : 역사관 개관
- 2007년 2월 26일 : 실내야구훈련장 준공 (494.1m2)
- 2015년 10월 17일 : 학명관(기숙사) 개관
- 2017년 2월 7일 : 제34대 문정식 교장 취임
- 2019년 1월 30일 : 제78회 졸업식(졸업생 274명, 총 33,291명)

## 참고 자료
- 마산고등학교 - 한국교육학술정보원 학교알리미